# Phaenicophaeus chlorophaeus
La malcoha de Raffles (Phaenicophaeus chlorophaeus) es una especie de ave cuculiforme de la familia Cuculidae.

## Taxonomía
En ocasiones se la incluye en su propio género monotípico como Rhinortha chlorophaea.
Tiene descritas, según autores, entre dos y tres subespecies:
- P. c. chlorophaeus (Raffles, 1822) - Sur de Birmania, de Tailandia y península de Malaca.
- P. c. fuscigularis Baker ECS, 1919 - Noroeste de Borneo.
- P. c. facta Ripley, 1942 - No reconocida por todas las fuentes.[3]